# Giuseppe Zambonardi
Giuseppe Zambonardi, né à Gardone Val Trompia, dans la province de Brescia (nord de l'Italie) le 14 février 1884 et mort le 5 juin 1970 à Arco (Italie), est un missionnaire catholique italien qui fut préfet apostolique.

## Biographie
Après avoir travaillé comme apprenti, il entre au séminaire diocésain. Il croise le chemin de Mgr Antonio Maria Roveggio venu faire la promotion de la jeune congrégation des missionnaires comboniens du Sacré-Cœur et s'enflamme pour les missions en Afrique en demandant à faire partie des comboniens. Il est ordonné prêtre à Vérone en août 1909. Il est aussitôt envoyé en Angleterre pour apprendre l'anglais et commence à rédiger son Journal.
À la fin de l'année 1911, il s'embarque pour l'Ouganda, colonie britannique . Il est un des fondateurs de la mission d'Arua. En 1919, il est nommé au Soudan, comme supérieur de la mission de Gondokoro et en 1923, comme supérieur de tous les comboniens du Nil-Équatorial. En 1927, la Propaganda Fide érige la nouvelle préfecture apostolique de Bahr el Djebel dont le territoire est détaché du vicariat apostolique du Nil-Équatorial. Giuseppe Zambonardi en devient le premier préfet apostolique et s'y installe en février 1928. Il a 43 ans. Missionnaire infatigable, il transforme en dix ans cette région très pauvre en une mission ordonnée. Il ouvre quatre nouvelles missions, un séminaire à Okaru, met sur pied la nouvelle Action Catholique chère au pape de l'époque, Pie XI, fonde des écoles de formation pour instituteurs, dont celle de Torit et ouvre des écoles techniques. En 1938, étant donné que la préfecture jouxte l'Éthiopie occupée par les troupes de Mussolini depuis quelques années, les autorités coloniales anglaises finissent par envoyer un avis d'expulsion immédiat au prêtre de nationalité italienne . C'est un coup dur pour lui. Il retourne brièvement en Italie, puis retourne comme simple missionnaire à Gondar en Éthiopie occupée. Mais il est fait prisonnier par les troupes anglaises, lorsqu'elles viennent y chasser les Italiens en 1941. À sa libération, il part pour Khartoum, puis devient supérieur provincial des comboniens d'Égypte où il passe tout le reste de la Seconde Guerre mondiale.
En 1946, à la demande du cardinal nouvellement nommé Teodosio de Gouveia, qui travaille au Mozambique portugais et qui s'est arrêté à Khartoum en chemin pour Rome émerveillé du travail des comboniens, Mgr Zambonardi accepte de prendre en charge certaines missions du nouveau diocèse de Nampula au Mozambique portugais. Il va y travailler avec zèle pendant sept ans avec pour résultat un bon départ pour les comboniens dans cette colonie lusophone. Lui-même apprend le portugais et des langues locales, alors qu'il a dépassé la soixantaine. Ensuite, il retourne en Égypte, puis en 1959 en Italie pour le chapitre général de sa congrégation . Il doit y demeurer pour des raisons de santé après cinquante ans d' Afrique.
Il passe les dix années suivantes au séminaire combonien de Carraia, près de Lucques, se dédiant entre autres à la direction spirituelle des jeunes étudiants. En 1969, il est transporté à la maison de Vérone, puis à Arco, au bord du lac de Garde, où il meurt, le 5 juin 1970 à l'âge de 86 ans. Il repose au cimetière de Gardone Val Trompia.
Il est considéré comme un grand missionnaire combonien.